# Pouru-aux-Bois
 Pouru-aux-Bois  là một xã ở tỉnh Ardennes, thuộc vùng Grand Est ở phía bắc nước Pháp.